# 프랑스 국가 헌병대

로고

프랑스 국가 헌병대(프랑스어: Gendarmerie nationale)는 경찰과 함께 프랑스의 두 국가 법 집행 기관 중 하나이다. 국가 헌병대는 내무부 관할하에 있는 프랑스 군대의 한 부서로, 국방부에서 추가 임무를 담당한다. 그 책임에는 작은 마을, 교외 및 농촌 지역의 치안 유지, 군중 및 폭동 통제, 사이버 범죄를 포함한 범죄 수사가 포함된다. 이와 대조적으로, 프랑스 국가 경찰은 도시와 대도시의 치안을 담당하는 민간 법 집행 기관이다. 군사적 지위로 인해 국가 헌병대는 다양한 군사 및 방어 임무도 수행한다. 헌병대 규모는 약 102,269명(2018년 기준)이다.
국가 헌병대는 중세 시대부터 이어져 온 프랑스에서 가장 오래된 경찰인 마레쇼세(Maréchaussée)의 후신이다. 헌병대는 전 세계, 특히 프랑스 식민제국의 독립 국가에서 헌병대의 문화와 전통에 영향을 미쳤다.

## 같이 보기
- 에어프랑스 8969편 납치 사건
- Le Gendarme de Saint-Tropez
- 경찰
- 국가 헌병